# Pável Pereleshin
Pavel Alexandrovich Pereleshin (en ruso: Павел Александрович Перелешин, 27 de junio de 1821 - 28 de febrero de 1901) fue un general y almirante ruso.
Después de graduarse del Cuerpo Naval de San Petersburgo en 1834, Pavel Pereleshin sirvió como guardiamarina en la Flota del Báltico en la fragata Neva, y fue promovido al rango de suboficial en la Flota del Mar Negro en 1837. En 1839, participó en la operación de desembarco cerca de Su-bashi (actualmente Sochi), en el Cáucaso, y recibió la Orden de Santa Ana, 4.º grado, por coraje.
En 1840 Pereleshin trazó en un mapa la línea de costa a bordo de la goleta Zabiyaka. Participó en la Guerra de Crimea y recibió la Orden de San Vladimir por la batalla de Sinope en 1853 a bordo del crucero de batalla París. Durante el Sitio de Sebastopol (1854), estuvo a cargo de la sección 5.ª de la línea de defensa rusa. Fue herido dos veces, el 28 de marzo y el 26 de mayo de 1855. Recibió dos Órdenes de San Jorge, de 4.º y 3.º grados, por heroísmo durante el ataque del 6 de junio de 1855.
En 1856-1857, fue capitán de los cruceros de batalla Ne tron' menya y Vladimir. A partir de 1860 Pereleshin sirvió en el Cuerpo Naval debido a problemas de salud. En 1861, fue designado jefe de la estación marítima de Bakú y capitán del puerto de Bakú. En 1863, fue promovido al rango de contraalmirante. En 1864-1866 Pereleshin fue gobernador de Taganrog y el administrador jefe (главный попечитель) de los buques mercantes navegando en al mar de Azov, y a partir de 1873 gobernador de Sebastopol, donde empezó la reconstrucción de la ciudad después de la Guerra de Crimea.
En 1881 Pereleshin fue promovido al rango de vicealmirante y fue designado director del Departamento de Inspección del Ministerio de la Marina, y en 1883 miembro del Consejo del Almirantazgo.
Pavel Alexandrovich Pereleshin fue promovido al rango de almirante el 21 de abril de 1891. El almirante ruso fue condecorado con todas las condecoraciones imperiales rusas y la Orden de San Vladimir de primer grado inclusive, y en 1896 le fue concedido un memorable anillo con el retrato de Alejandro III de Rusia.
Pereleshin murió en San Petersburgo el 28 de febrero de 1901, y fue enterrado el 7 de marzo de 1901 en la Catedral de San Vladimir en Sebastopol

## Honores
- Orden de Santa Ana, 4.ª clase (1939)
- Orden de San Vladimir, 4.ª clase (1853)
- Orden de Santa Ana, 2.ª clase (1854)
- Orden de San Vladimir, 3.ª clase (1855)
- Orden de San Jorge, 4.ª clase (1855)
- Orden de San Jorge, 3.ª clase (1856)
- Espada Dorada por Valentía (1856)
- Orden de San Estanislao, 1.ª clase (1866)
- Orden de San Vladimir, 1.ª clase (1893)
- Orden de San Andrés (1898)